# Генрих III (король Франции)
Ге́нрих III Валуа́ (фр. Henri III de Valois, пол. Henryk Walezy; 19 сентября 1551, Дворец Фонтенбло, Королевство Франция — 2 августа 1589[…], Замок Сен-Клу, Королевство Франция) — четвёртый сын Генриха II, короля Франции, и Екатерины Медичи, герцог Ангулемский (1551—1574), герцог Орлеанский (1560—1574), герцог Анжуйский (1566—1574), герцог Бурбонский (1566—1574), герцог Овернский (1569—1574), король Речи Посполитой с 21 февраля 1573 года по 18 июня 1574 года (формально до 12 мая 1575 года), с 30 мая 1574 года последний король Франции из династии Валуа.

## Биография

### Ранние годы
Образованием юного принца занимались известные люди своего времени — Франсуа Карнавале (Francois de Carnavalet) и епископ Жак Амио (Jacques Amyot), известный своими переводами Аристотеля. В юности он много читал, охотно вёл беседы о литературе, брал уроки риторики, недурно танцевал и фехтовал, умел очаровывать своим обаянием и элегантностью. В совершенстве владея итальянским (на котором часто общался с матерью), он читал труды Макиавелли в оригинале. Подобно всем дворянам, он рано начал заниматься различными физическими упражнениями и в дальнейшем, во время военных походов, показал хорошую сноровку в ратном деле.
Личность и поведение Генриха резко выделяли его во французском дворе. А позже, по прибытии в Польшу, вызвали культурный шок у местного населения. В 1573 году посол Венеции в Париже Морисони писал о роскошных одеждах принца, о его почти «дамской деликатности», о его серьгах в каждом ухе. «Он не удовлетворился одной серёжкой в каждом из них — ему нужны двойные, украшенные драгоценными камнями и жемчугом…». Всё чаще стали раздаваться и передаваться из уст в уста мнения о гомосексуальности принца Анжуйского, который получил прозвище — «принц Содома».
Сама Екатерина, любившая Генриха больше остальных своих детей, мечтала оставить ему королевскую корону. Однако для этого матери пришлось изрядно потрудиться. Где-то в возрасте 9 лет Генрих стал интересоваться гугенотами и постепенно сближаться с их миром, называя себя «маленьким протестантом». Более того, он стал приобщать к протестантизму и свою младшую сестру Маргариту (что потом имело решающие последствия для истории Франции). Он пел гугенотские песни, не соблюдал католические обряды и даже попытался разбить статую св. Павла. Однако, воспитываясь при католическом дворе, вряд ли он мог серьёзно полагать, что всё так и будет оставаться. Взяв сына в «ежовые рукавицы», Екатерина в течение трёх лет сумела выбить из него гугенотские взгляды и превратить в ревностного католика — по крайней мере, во внешнем поведении.
Отношения между королём Карлом и Генрихом были несколько натянутыми. Карл не любил брата и весьма опасался его, как претендента на трон — не без оснований, зная отношение матери к младшему брату и её мечты «о какой-нибудь короне» для её любимца.
Усилиями Екатерины и канцлера Франции Мишеля де л’Опиталя, её единомышленника, был опубликован Эдикт о веротерпимости от 17 января 1562 года, призванный заложить основы свободы совести и национального примирения. Однако старания королевы и канцлера провалились благодаря Гизам — лидерам ультракатолической партии. Франсуа де Гиз устроил резню в городке Васси.

### Генрих — король польский
Тем временем в Речи Посполитой умирал Сигизмунд II Август — последний король и великий князь из династии Ягеллонов. Кроме годовалой дочери Барбары Воронецкой, прижитой вне брака, других детей у него не было. Вопрос о престолонаследии встал как нельзя остро. Вновь для Екатерины и Карла открылась возможность соответственно сделать королём любимого сына и отправить подальше «любимого брата». В 1572 году ко двору Августа отправилось посольство Жана де Баланьи с предложением выдать незамужнюю сестру короля Анну Ягеллонку (Инфанту) за принца Генриха. Однако Баланьи ко двору не допустили, и ему пришлось возвращаться во Францию ни с чем. Интеррексом (то есть королём переходного периода) был избран епископ Якуб Уханский. Вскоре, сразу же после смерти Сигизмунда Августа, в Польшу прибыл новый французский эмиссар, опытный дипломат, Жан де Монлюк, епископ Валанса, отец легендарного де Баланьи и сторонник гугенотов.
Монлюк покинул Париж 17 августа 1572 года. События Варфоломеевской ночи до глубины души потрясли всё польское общество. Как, впрочем, и некоторые другие народы. Резко осудил массовую резню гугенотов русский царь Иван IV Васильевич (в этом же году отменив опричнину). Разве что испанский король Филипп II рассмеялся, узнав о парижской резне. Секретарь епископа де Монлюка, Жан Шуанен сообщал в Париж: «Они не желают даже упоминать имён короля, королевы и принца Анжуйского». Тем не менее, посольство Монлюка предприняло пропагандистскую акцию с тем, чтобы полностью обелить Генриха. Епископ обнародовал в Кракове оправдательное письмо на французском языке — которым многие поляки, к удивлению французов, прекрасно владели. Было заявлено, что принц не только не участвовал в организации «Ночи», но и всячески противился ей. Когда же она наступила, он попытался прекратить кровопролитие и даже укрывал гугенотов.
Никакие старания Монлюка поляков не убедили. Уже после выборов коронный казначей Иероним Буженский посоветовал епископу даже не пытаться вновь убеждать общество в том, что принц «не принимал участия в резне и не является жестоким тираном», ибо это приведёт к тому, что «скорее, он должен будет бояться своих подданных, нежели подданные — его».
Выборы нового короля Польши состоялись 5 апреля — 10 мая 1573 года в Праге — на правом берегу Вислы напротив Варшавы под деревней Камень, которая сегодня является частью столицы. Помимо Генриха главными кандидатами на престол являлись:
- Эрцгерцог Эрнест Габсбург, сын императора Максимилиана II
- Царь Иван IV Грозный (был не против женитьбы на Анне Ягеллонке, но выдвинул целый ряд заведомо неприемлемых условий, так что шансы его были весьма невелики)
- Король Швеции Юхан III Ваза, муж Катерины Ягеллонки, сестры Сигизмунда Августа
- Семиградский князь Стефан Баторий

Выборы, в сущности, представляли собой борьбу между сторонниками Габсбургов и их противниками. Более 50 тысяч человек прибыли на избирательный сейм для участия в голосовании. Сначала состоялась презентация кандидатов, с которой выступили послы. Затем, 5 апреля, прошло голосование, в котором уверенную победу одержал французский принц. Через несколько дней представители принца от его имени присягнули на так называемых Генриховых артикулах, утверждённых здесь же, на сейме, 20 мая. Включали они список прав как избранного короля, так и его подданных. И, фактически, подобно конституции, определяли отношения между королевской властью и народом. Артикулы гарантировали сохранение шляхетских привилегий. В них был записан также важнейший пункт о престолонаследии. Король может только избираться и никаких наследников не имеет.
В отличие от Артикулов, остающихся неизменными при любом монархе, принятая на сейме Pacta conventa, относилась уже непосредственно к новому королю. Она касалась, в основном, вопросов преемственности. Генрих обязывался погасить все долги Сигизмунда Августа, обеспечить получение польской молодёжью образования в Париже, выставить несколько тысяч солдат пехоты против Ивана Грозного, выплачивать ежегодно в польскую казну 450 тысяч злотых из своих личных доходов, послать французский флот на Балтику, обеспечить строительство польского флота.
Во Францию отправилось специальное посольство, имевшее целью уведомить принца Анжуйского о его избрании королём польским и великим князем литовским и взять с него присягу о согласии с вышеупомянутыми документами. А затем, как можно быстрее, организовать прибытие нового короля в Польшу. Вопреки ожиданиям, эта миссия весьма затянулась. В основном, из-за некоторых положений Артикулов и Пактов.
В конце концов оба брата, Карл и Генрих, согласились со всеми пунктами и 22 сентября 1573 года поставили свои подписи на всех привезённых бумагах. После этого Генриху официально был вручён документ, подтверждающий факт его избрания на польский престол. 10 сентября в Соборе Парижской Богоматери Генриха провозгласили королём.
2 декабря 1573 года из Бламонта (Лотарингия) Генрих двинулся в путь. Путешествие до границ Польши заняло целых два месяца. Королевский поезд состоял из 1200 лошадей, повозок с багажом и карет с придворными дамами и девицами лёгкого поведения. Путь пролегал через Гейдельберг, Торгау, Франкфурт, которые Генрих проехал без излишней спешки, и после многочисленных встреч, приёмов и бесед 24 января 1574 года вступил на территорию Польши. В Лужице короля ожидал князь Ежи Бжегский из Пястов, который далее сопровождал Генриха до польской границы. Границу благополучно пересекли в Мендзыжечи, где короля приветствовали епископ куявский с воеводами. Затем вся кавалькада двинулась через Познань и Ченстохову в Краков, где 18 февраля состоялась официальная и торжественная встреча нового монарха. На ней присутствовали сенаторы, епископы, дворяне, министры и тысячи простых людей. 21 февраля 1574 года в Вавельском соборе архиепископ, интеррекс и примас Польши Якуб Уханский короновал Генриха Валуа на польский трон. Во время церемонии произошёл серьёзный инцидент с участием «польского Кальвина» — коронного маршала Яна Фирлея.
Ян Фирлей, краковский воевода, являлся одним из лидеров протестантского движения в Польше. На выборы в Камень он явился с 200 солдатами и 27 орудиями, чтобы поддержать своего кандидата — шведского короля Юхана. Это вызвало серьёзное противодействие властей, после чего войско маршала отступило к Грохову. После выборов Фирлей поддержал Генриха, при условии, что тот примет Артикулы и Пакты. По дороге в Краков 16 февраля 1574 года Генрих гостил у Фирлея в Балицах.
Ян прервал коронацию, подошёл к королю с тремя документами, гарантирующими права и свободы протестантам, и потребовал, чтобы Генрих подписал их. При этом он обратился к последнему со словами: Jurabis, rex, promisisti («Поклянись, король, ты обещал!»). Генриху ничего не оставалось, как подписать.

#### Генрих и его двор в Польше
Приезд французского двора в Польшу стал событием номер один для всего общества, прежде всего, для польских дворян. Париж, собственно, уже и тогда являлся законодателем мод. Так что можно себе представить, что именно испытали польские дамы, увидев своих французских «колежанок» (koleżanka (польск.) — приятельница). В спешном порядке начался пошив новых платьев и костюмов (наряду с перекраиванием старых). К счастью, в свите Генриха имелось несколько портных.
Сам король (ему тогда было 23 года) тоже произвёл неизгладимое впечатление на поляков своим умом, манерами и речью. Но внешний облик короля абсолютно не гармонировал с традициями страны. Его перстни и серьги не способствовали уважительному к нему отношению со стороны шляхты. Внутренними делами страны король вообще не интересовался. А поскольку польским языком он не владел, то участие в различных церемониях и публичной жизни его невыносимо раздражало. Ночами он развлекался, а днём спал. Играя в карты, нередко проигрывал огромные суммы, которые возмещал из польской казны. В сущности, Генрих вёл себя как капризный ребёнок, не понимая и не выполняя королевских обязанностей.
Короткое пребывание короля в Вавеле стало поистине культурным шоком для поляков и способствовало сближению двух народов. Обе стороны впервые взглянули друг на друга столь близко. Генриха и его двор неприятно поразили и склонность простого народа к выпивке, и запущенность польских деревень, и суровый климат. Шляхтичи же с нескрываемым презрением рассматривали увешанных драгоценностями и облитых парфюмерией французских дворян (включая самого короля), их изысканную одежду, светские манеры. Всё это они считали «бабьим». Впрочем, многие дворяне взяли французскую моду на вооружение.
Однако надо признать, и французов кое-что поразило в Польше. В Вавельском замке Генрих впервые в жизни увидел польскую канализационную систему — самую передовую по тем временам. Из специально построенных инженерных строений все нечистоты замка уходили за пределы крепостной стены. Король пришёл в неописуемый восторг. А по приезде во Францию распорядился немедленно построить подобные сооружения в Лувре и других дворцах.
31 декабря 1578 года Генрих утвердил Орден Св. Духа — высшую награду французского королевства, в память об избрании на польский престол, поскольку оно — 11 мая 1573 года — пришлось на день Сошествия Св. Духа. С перерывом на Французскую революцию орден просуществовал до 1830 года, пока его после Июльской революции окончательно не отменил Луи-Филипп.

#### Генрих и Анна Ягеллонка
Избрание французского принца на польский престол предусматривало и его женитьбу на Анне Ягеллонке. Однако молодой король не очень спешил жениться на женщине, годящейся ему в матери. Именно поэтому только в ноябре 1573 года он и двинулся в своё королевство. Всё это время было занято его бурным романом с Марией Клевской. А затем его и без того длительное путешествие несколько раз намеренно затягивалось. В Лотарингии он завязал пылкие отношения с Луизой Водемон (Людовикой Лотарингской), которая через год с небольшим стала его женой.
Анна Ягеллонка никогда не была замужем. Во многом это произошло по вине её брата, Сигизмунда Августа, с которым у неё произошёл серьёзный конфликт сразу же после его женитьбы на Барбаре Радзивилл. Так, например, в мае 1565 года он отклонил просьбу на брак с Анной датского принца Магнуса, поскольку тот в приданое потребовал несколько замков в Рижском архиепископстве. Магнус был тоже моложе Анны, только на 17 лет (всё же не 28, как Генрих). Незамужнюю сестру короля в Польше, в общем, любили. Её прозвали Инфантой — так именовались дочери испанского короля, не являющиеся наследницами престола. Смерть брата открыла перед Анной возможность наконец выйти замуж — женитьба на ней являлась обязательной для всех кандидатов на престол. Самой Инфанте больше всех нравился эрцгерцог Эрнест Габсбург (который был моложе Генриха на два года). Эрнест проиграл выборы. 21 мая 1574 года Ян Замойский официально обязал Анну Ягеллонку выйти замуж за избранного короля Генриха Валуа.
Первая встреча с Анной прошла так, как и было запланировано. Генрих произнёс пару дежурно-вежливых фраз и вышел из комнаты. Через три дня состоялась его коронация, но о женитьбе никто не напоминал. Начались ежедневные балы и турниры, но мысль о предстоящем браке с Анной омрачала мысли короля. Он всё оттягивал и оттягивал неприятный момент. Симулировал болезни, а затем запирался в комнатах и никого к себе не велел допускать. Поговаривали, что короля всё же навещали проститутки, которых впускали в замок по его приказу. Чуть ли не каждый день он писал письма во Францию. Причём некоторые — адресованные Марии Клевской — и собственной кровью.
Время шло. Анна всё ждала. А Генрих всё не спешил. Наконец на 15 июня 1574 года наметили пышный бал, на котором должны были официально объявить о предстоящей женитьбе короля Генриха Валуа и Анны Ягеллонки. Однако утром 14 июня на встрече с императором Максимилианом II король узнал о смерти своего брата, Карла IX, и вспыхнувшая вновь мечта о французском троне охватила все его мысли. 15 июня 1574 года в Краков пришло письмо. Оно было подписано королевой-матерью:

Королю, господину моему сыну. Королю Польши. Ваш брат скончался, отдав Богу душу ранним утром; его последними словами были: «А моя мать!» Это не могло не причинить мне огромного горя, и для меня единственным утешением будет увидеть вас вскоре здесь, поскольку ваше королевство в этом нуждается, и в полном здравии, потому что если я вас потеряю, то меня живой похоронят вместе с вами… Ваша добрая и любящая вас, как никто на свете, мать. Екатерина.— .
Впрочем, сначала требовалось успокоить поляков. Кое-кто из министров выразил опасение, что ему придётся уехать, но он их успокоил: «Я прежде всего король Польши, — заявил он, — и я вас не покину». Несколько дней Генрих использовал отговорки, чтобы усыпить подозрения поляков. Четыре дня спустя, 18 июня, Генрих устроил грандиозный обед, напоив всех так, что самые знатные сеньоры свалились под стол, будучи мертвецки пьяными.

#### Побег из Польши
В ночь на 19 июня 1574 года, не уведомив сенат, в обстановке строжайшей секретности Генрих Валуа покинул Вавель и поспешно направился в сторону границы. Короля сопровождали его постельничий Ян ду Хальде, дворянин Жиль де Сувр, врач Марек Мирон и капитан королевской гвардии Николя де Ларшан. Отъезд короля, однако, не остался незамеченным. Немедленно за ним снарядили погоню, которую возглавил каштелян войницкий Ян Тенчинский. Когда кортеж короля приблизился к границе, его заметил освенцимский староста. Старик скинул с себя одежду, бросился в реку и поплыл к королю с криком: «Светлейший господин мой, почему ты убегаешь?». Тут же Генриха настигла и погоня, от которой ему пришлось тут же на месте откупаться наличествующими драгоценностями.
Так завершилось польское «царствование» Генриха Валуа.

#### Польша после бегства короля
На следующий день находящиеся в Кракове малопольские министры и сенаторы официально сообщили об отъезде короля. В конце августа состоялся собранный примасом сейм. Почти все сенаторы выступали против объявления нового «бескоролевья» и назначения новых выборов. Зато большинство делегатов посчитало тайный отъезд короля освобождающим его подданных от каких-либо в отношении его обязательств и призвали избрать нового монарха. После долгих дебатов сейм составил письмо королю, где окончательной датой его возвращения значился май 1575 года. Если король не вернётся до июня 1575 года, он потеряет свои права на польский трон. Так и случилось.
Вторые выборы короля состоялись в декабре 1575 года. 12 декабря Якуб Уханский объявил новым польским королём императора Максимилиана Габсбурга. В Пактах король обязывался женить своего сына Эрнеста на Анне Ягеллонке. Однако, противники Габсбургов (и прежде всего, магнат Ян Замойский) заявили, что иностранцев больше не будет на польском престоле, и что необходимо восстановить Пястов. 13 декабря на Рынке Старого города Анна Ягеллонка была объявлена королевой Польши. А на следующий день она стала именоваться королевой из династии Пястов. В мужья ей шляхта избрала князя Стефана Батория. 1 мая 1576 года Анна и Стефан обвенчались и короновались в Вавельском соборе. Страной практически до самой своей смерти в 1586 году руководил Стефан Баторий.

### На французском троне
Генрих вернулся во Францию в самый разгар религиозных войн. 11 февраля 1575 года он короновался в Реймсском соборе. А через два дня новый король Франции женился на Луизе Водемон-Лотарингской. Не имея средств на продолжение войны, Генрих пошёл на уступки гугенотам. Последние получали свободу вероисповедания и участие в местных парламентах. Таким образом, некоторые города, населённые сплошь гугенотами, становились полностью независимыми от королевской власти. Действия короля вызвали резкий протест со стороны Католической лиги, возглавляемой могущественным герцогом Генрихом Гизом и его братом Людовиком, кардиналом Лотарингским. Братья твёрдо решили избавиться от Генриха III и продолжить войну с гугенотами. Пока им удалось лишь второе.
В 1577 году вспыхнула новая, шестая по счёту, гражданская религиозная война, продолжавшаяся три года. Во главе протестантов встал Генрих Наваррский, который уцелел во время Варфоломеевской ночи, отрёкшись от своей веры и спешно приняв католичество. Война закончилась мирным договором, подписанным во Флё. В противовес гугенотской партии Гизы организуют Католическую Лигу, основной целью которой ставится уничтожение кальвинистов. Пытаясь противодействовать Гизам, Генрих объявляет себя номинальным главой Лиги. Гизы организуют несколько покушений на короля, пытаясь вынудить его отречься либо убить.
В 1584 году неожиданно скончался из-за болезни младший брат короля, Франсуа, герцог Анжуйский. У самого Генриха и Луизы детей не было. Вновь встал вопрос о престолонаследии — на этот раз не в Польше, а во Франции. Опять заговорили о гомосексуальности короля, неспособного зачать ребёнка.
Поскольку король не имел детей, наследовать ему должен был ближайший кровный родственник по мужской линии. Этим родственником (в 11 поколении, считая от Людовика Святого) являлся всё тот же Генрих Наваррский — Бурбон, женатый на родной сестре короля Маргарите. Сразу же после свадьбы и последующих кровавых потрясений Генрих поспешно вернулся в Наварру, оставив Маргариту в Париже. Когда же из Польши возвратился её брат и стал королём, Марго стала, практически, пленницей во дворце. В конце концов, король позволил ей вернуться к мужу. Следующие три с половиной года супруги ссорились, ругались, развлекались на стороне, как хотели. Наконец, в 1582 году, после болезни, Маргарита вернулась к брату, однако король заставил её покинуть дворец и вернуться в Наварру. Но и там она не могла оставаться. В 1586 году Генрих III отправил сестру в ссылку в Уссон (провинция Овернь), где она провела 18 лет. В 1599 году, после долгих семилетних переговоров, она получила развод с Генрихом — уже королём Генрихом IV. По согласию с бывшим мужем и его новой женой, Марией Медичи, Маргарита вернулась в Париж. Она занималась благотворительностью, меценатством и воспитанием всех детей Генриха IV (включая Луи — будущего Людовика XIII).
Тем временем опасная перспектива занятия трона лидером протестантов совершенно не входила в планы Гизов. Лига получила финансовую и военную помощь от короля Испании Филиппа II — представителя Габсбургской династии, а также и моральную — от папы Сикста V, который проклял Генриха Бурбона. В 1585 году вспыхнула очередная война, названная войной трёх Генрихов (короля, Бурбона и Гиза). Генрих Наваррский одерживал уверенные победы. Его поддерживала английская королева Елизавета Тюдор и немецкие протестанты. Король Генрих III всеми силами пытался прекратить войну, но осуществить это было очень трудно.
12 мая 1588 года Париж взбунтовался против короля Франции, который вынужден был в спешном порядке покинуть столицу и перенести свою резиденцию в Блуа. В Париж торжественно вступил Генрих Гиз. Лотарингский герцог уже ощущал себя полновластным монархом Франции. Да, собственно, он и находился в двух шагах от престола. Его восторженно приветствовали жители столицы. Всё чаще в обращении к герцогу звучало «Сир». Несколько месяцев, проведённые в Париже, стали самыми счастливыми в жизни Генриха Гиза. В этой ситуации Генриха III могли спасти лишь самые решительные меры. Король созвал Генеральные Штаты, на которые прибыл и его противник.
23 декабря 1588 года в замке Блуа Генрих де Гиз отправился на заседание Штатов. Неожиданно на его пути оказались гвардейцы короля, которые сначала несколькими кинжальными ударами убили Гиза, а затем уничтожили и всю охрану герцога. В кармане у герцога Гиза было найдено его письмо Филиппу II.
На следующий день по приказу короля был также схвачен, а затем и убит брат Генриха Гиза — Людовик, кардинал Лотарингский. Теперь обратного пути у короля уже не было. Большинство католиков Франции отвернулось от Генриха. А последний заключил союз с недавним своим врагом — Генрихом Бурбоном. Узнав об этом, папа Сикст V отлучил от Церкви также и короля. Тем временем, общими силами оба Генриха осадили Париж.

### Смерть Генриха III
Убийство братьев Гизов всколыхнуло умы многих католиков. Среди них был и 22-летний монах-доминиканец Жак Клеман. Жак был ярым католиком и врагом гугенотов. После отлучения короля от Церкви, провозглашенного папой (которое на него особенно подействовало), Клеман принял твёрдое решение убить Генриха III. Его замысел получил одобрение некоторых руководителей Лиги. Монаха снабдили частично подлинными, частично фальшивыми письмами от заключённых роялистов, адресованными королю. А затем, 31 июля, он покинул Париж и отправился в Сен-Клу — имение герцога Реца, где король обосновался на время осады столицы. Попросив аудиенцию, он был принят королём на следующий день. Жак передал ему бумаги, сообщив, что в них содержатся важные сведения, предназначенные исключительно для прочтения лично королём. При этих словах охрана отступила от Генриха на несколько шагов.
Король углубился в чтение. Неожиданно Клеман выхватил из-за пазухи стилет, бросился к королю и вонзил стилет ему в подбрюшье. Всё произошло настолько внезапно, что гвардейцы не успели даже понять, в чём дело. Генрих зашатался и вдруг начал оседать с криком: «Он убил меня, подлый монах! Убейте его!». Король сумел вытащить стилет и даже нанести им растерявшемуся от содеянного Жаку удар в голову в район брови. Монах попытался выскочить из зала, но не смог. Здесь же, на месте, он был заколот королевскими телохранителями Сент-Малином и Пенкорнэ и выброшен в окно (позднее его тело четвертовали и сожгли).
Короля сразу же положили на кровать. Вызванные врачи вложили его вывалившиеся внутренности обратно и зашили. Вскоре наступило некоторое улучшение, и Генрих воспрянул духом. Но уже через несколько часов он почувствовал приближение смерти. В присутствии свидетелей он объявил Генриха Бурбона своим преемником. Ночью Генрих III попросился на последнюю исповедь. Король простил всех своих врагов, включая Жака Клемана. В три часа ночи король Франции Генрих III Валуа скончался. Его тело забальзамировали и похоронили в Компьене, в аббатстве Сен-Корнилль. Урна с сердцем короля была захоронена в главном алтаре собора Сен-Клод. После окончания войны Генрих III так и остался в Компьене. Новый король Генрих IV не стал переносить тело своего предшественника в усыпальницу французских королей — базилику Сен-Дени, поскольку ему напророчили, что он там сам ляжет через неделю после Генриха III. Лишь в 1610 году останки Генриха III всё-таки перенесли в Сен-Дени. А через несколько недель Генрих IV погиб от руки другого убийцы — Франсуа Равальяка.
Со смертью Генриха III прекратилась королевская династия Валуа.

## Сексуальная ориентация короля
В ходе своего царствования Генрих Третий окружил себя молодыми придворными, известными как миньоны, чьи таланты порой были довольно сомнительны, и осыпал их деньгами и титулами, что породило уже при жизни короля слухи о его гомосексуальности. Среди современных историков существуют две точки зрения на сей счёт.
Такие авторы, как Жан-Франсуа Сольнон, Никола Ле Ру и Жаклин Буше, считают, что эти слухи распускались противниками короля, как протестантами, так и ультракатоликами, которым щегольство и гедонизм Генриха казались порочными с религиозной точки зрения, а гомосексуальность и подавно служила удобным поводом направленной против королевской власти пропаганды в рядах религиозных фанатиков. Аргументом в пользу надуманности слухов служит документированное наличие у короля любовных связей с женщинами и отсутствие аналогичных документов по отношению к мужчинам; впрочем, подобные вещи в те времена в любом случае не было принято предавать огласке.
С другой стороны, Гэри Фергюсон, профессор Делавэрского университета (США), находит эти интерпретации неубедительными. На его взгляд, возвышение миньонов и отношение к ним Генриха трудно логично интерпретировать иначе, чем в гомосексуальном контексте.
Наконец, Кэтрин Кроуфорд пишет о психологических проблемах короля из-за неспособности завести наследника, подавляющего влияния матери в юности и настойчивости противников короля, что привело к некой хрупкой декадентской роскоши при дворе монарха в зрелые годы.
Польские историки считают, что, возможно, одной из причин бегства короля из Польши послужило крайне неодобрительное отношение консервативного польского общества к бисексуальности короля, вступавшего в связь с женщиной после того, как имел половую связь с двумя мужчинами.

## Генрих III в культуре
Генрих III стал персонажем пьес Кристофера Марло («Парижская резня») и Джорджа Чапмена («Бюсси д’Амбуаз»), новеллы мадам де Лафайет «Принцесса де Монпансье».
Генрих появляется в первом романе трилогии Александра Дюма «Королева Марго» как герцог Анжуйский. В следующих романах, «Графиня де Монсоро» и «Сорок пять», он является одним из главных персонажей (как король Генрих III). Дюма сделал Генриха персонажем пьесы «Двор Генриха III».
Кино
В польских лентах, посвящённых пребыванию короля в Речи Посполитой и его бегству, роль Генриха исполняли Ольгерд Лукашевич, Кшиштоф Щигель, Гжегож Вонс и другие актёры.
- 1954 — «Королева Марго» (Франция); Даниэль Чеккальди.
- 1955 — «Костёр бессмертия[укр.]» (СССР), киностудия им. А. Довженко, роль короля исполнил Владимир Таскин.
- 1971 — мини-сериал «Графиня де Монсоро» (Франция); Дени Манюэль.
- 1978 — «Война трёх Генрихов» (Франция) режиссёра Марселя Кравенна; роль короля исполнил Жак Рони[фр.].
- 1990 — «Галантные дамы» (Франция, Италия, Канада); роль Генриха III исполнил Робен Ренуччи.
- 1994 — «Королева Марго» (Франция, Италия, Германия); роль Генриха исполнял Паскаль Грегори.
- 1996 — «Королева Марго» (Россия); роль Генриха III исполнил Евгений Дворжецкий (озвучивал Владимир Вихров).
- 1997 — «Графиня де Монсоро» (Россия); Евгений Дворжецкий.
- 1998 — «Честная куртизанка» (США); Джейк Уэбер. Показан визит Генриха III в Венецию, когда Венецианская Республика обратилась к Франции за военной помощью в связи с начавшейся Четвёртой Оттоманско-Венецианской войной (1570—1573, война за остров Кипр).
- 2010 — «Генрих Наваррский[фр.]» (Германия, Франция, Австрия, Испания); роль Генриха исполнил актёр Девид Штрисов. Генрих III изображён гомосексуалистом, не интересующимся политикой.
- 2013-17 — сериал «Царство» (США); Генриха сыграл Ник Слейтер.
- 2024 (2 сезон) — сериал «Королева змей» (США); Генриха сыграл Стэнли Морган.